# Joanot de Grevalosa
Joanot de Grevalosa (?,? - Castellar (Aguilar de Segarra), posterior a 1540) noble català, Senyor de Castellar.
A l'any de 1540 Joanot fa testament declarant ser Senyor del castell de Castellar…del castell de Puigfarner i de la Guardiola. Nomena marmessors, i designa que la seva sepultura sigui a l'església parroquial del castell de Castellar. Com era costum deixa diners a les esglésies i confraries de la comarca i nomena hereu universal de tots els seus béns i títols el seu fill Galceran de Grevalosa.